# Тенфорд, Чарльз
Чарльз Тенфорд (англ. Charles Tanford, 29 декабря 1921 — 1 октября 2009) — американский биохимик.

## Биография
Родился в еврейской семье Майера и Шарлотты Танненбаум. Семья переехала в Англию в 1929, предполагая приход к власти нацистской партии, и сменили фамилию на Танфорд. С началом Второй мировой войны в Европе в 1939 году его отправили в Нью-Йорк жить к родственникам. Несмотря на попытки убедить их уехать, многие из его родственников остались в Третьем рейхе и впоследствии были убиты во время Холокоста. Находясь в Соединённых Штатах, получил степень бакалавра искусств. Получил степень бакалавра химии в Нью-Йоркском университете в 1943 году и работал над Манхэттенским проектом в Ок-Ридже. В 1947 получил докторскую степень, затем стал доктором химии в Принстонском университете, занимающийся вопросами горения. Ему приписывают вклад в разработку «Теории скорости горения Танфорда-Писа». После окончания Принстонского университета провёл два года в Гарвардском университете в лаборатории Э. Дж. Кона и Д. Т. Эдсолла, где сменил направление своих исследований на биохимию белков.
Был принят на работу в Университет Айовы, где в 1954 году получил звание доцента, а в 1959 году — профессора. В 1960 году поступил на факультет Университета Дьюка в качестве профессора биохимии. Перешёл на факультет физиологии в 1980 году, где его исследовательские усилия вместе с его сотрудниками были сосредоточены на движении ионов через клеточные мембраны. В 1973 году опубликовал книгу «Гидрофобный эффект», в которой рассматривались белки во всех их различных формах, в том числе находящиеся внутри клеточных мембран. Среди других тем изучал кривые титрования белков и денатурацию белков в обоих случаях применительно к лизоциму. Также опубликовал важные работы по гидратации белков и вязкости растворов белков.
В 1981 году стал одним из основателей Всемирного совета по культуре. Вышел на пенсию в 1988 году, но оставался почётным профессором на кафедре клеточной биологии до своей смерти в 2009 году.
В знак признания его научного вклада был избран членом Национальной академии наук США и Американской академии искусств и наук. Стипендиат Фондов Гуггенхайма и Александра фон Гумбольдта (1984). Получил премию Merck в области молекулярной биологии. Был удостоен звания выдающегося профессора в Оксфордского университета. 28 августа 2017 года в Галле (Заале), городе, где он родился, профессором доктором Йоханной Ванкой, федеральным министром науки и образования, был открыт «Протеинцентр» (нем. «Charles-Tanford-Proteinzentrum») названный его именем.

## Публикации
- Физическая химия полимеров. Химия, 1965.